# 球徑計

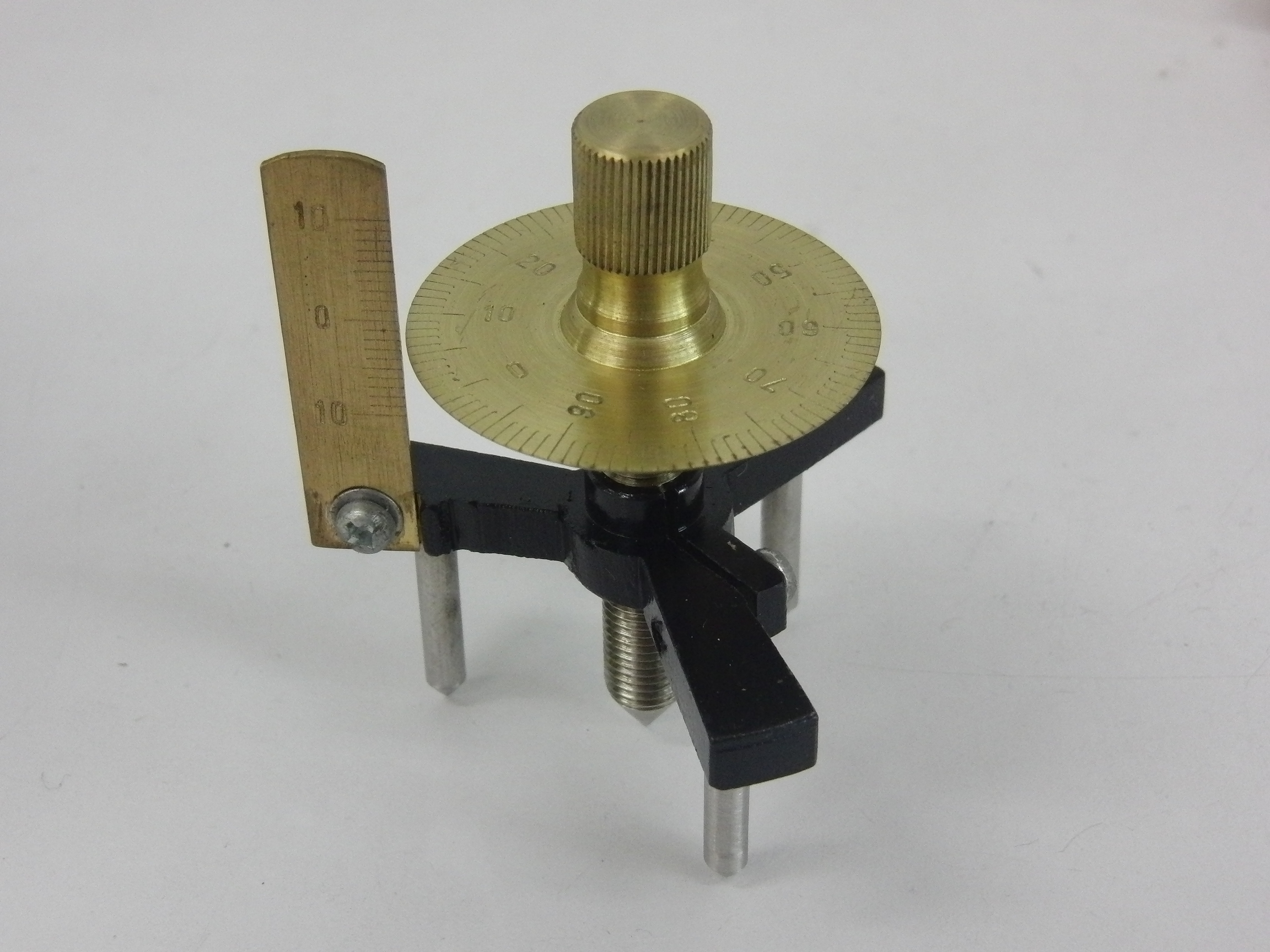
球徑計

球徑計（Spherometer）是實驗室中常用的測量儀器，用於測定一曲面之曲率半徑。其原理是利用空間中四點可求一球面再配合數學公式的運算得到測量結果。

## 使用
1. 將三腳輕壓於紙上，標出三點及測出此三角形各邊長，確認其為正三角形。若非正三角形，請以螺絲起子調整側邊的調整螺絲。最後量出其邊長並紀錄之為 "L"。
2. 於基準平面板進行校正，並記錄誤差。
3. 將球徑計放置於待測物體之表面，一手輕壓三隻腳，另一手輕轉螺桿，直到阻力突然變大而止。記錄數據並命為 "a"刻度。
4. 利用 {\displaystyle r={\frac {L^{2}}{6a}}+{\frac {a}{2}}} 公式求得曲率半徑。

## 應用
應用廣泛。可用於測量多種表面之曲率半徑。如：鏡面、透鏡、球體、橢體......等等。

## 公式原理
四點中有三點為正三角形，且第四點之任一位置均在正三角形中心法向量直線上。故此直線必通過球心。因此我們可由簡單的幾何運算配合畢氏定理得到：
{\displaystyle {\begin{aligned}r^{2}&=(r-a)^{2}+({\frac {1}{3}}^{\frac {1}{2}}L)^{2}\\&=r^{2}-2ra+a^{2}+{\frac {1}{3}}L^{2}\\=>2ra&=a^{2}+{\frac {1}{3}}L^{2}\\=>r&={\frac {a}{2}}+{\frac {L^{2}}{6a}}\end{aligned}}}

## 資料來源
- 輔仁大學 物理系 普通物理實驗